# Discographie de Timbaland
Cette page présente la discographie complète du rappeur-producteur Timbaland.

## Albums

### Albums studio
| Tim's Bio: Life from da Bassment                          | - Sortie : 24 novembre 1998 - Labels : Blackground, Atlantic - Formats : CD, LP, cassette, téléchargement                    | 41         | —          | —          | —          | —          | —          | 85         | —          | —          | —          | |            |            |            |            |
| Shock Value                                               | - Sortie : 2 avril 2007 3 avril 2007 - Labels : Blackground, Mosley Music Group - Formats : CD, LP, cassette, téléchargement | 5          | 1          | 1          | 2          | 5          | 1          | 9          | 4          | 5          | 2          | - RIAA : Platine - ARIA : 3 × Platine - BVMI : Platine - IFPI : Or - IFPI SWI : Platine - IRMA : 3 × Platine - MC : Platine - RIANZ : 2 × Platine |            |            |            |            |
| Shock Value II                                            | - Sortie : 8 décembre 2009 - Labels : Blackground, Mosley Music Group - Formats : CD, LP, téléchargement                     | 36         | 35         | 23         | 16         | 15         | 23         | 37         | 36         | 5          | 25         | - BVMI: Gold - IFPI SWI: Gold |            |            |            |            |
| Shock Value III                                           | - Sortie : prochainement - Labels : Blackground, Mosley Music Group - Formats : CD, téléchargement                           | à paraître | à paraître | à paraître | à paraître | à paraître | à paraître | à paraître | à paraître | à paraître | à paraître | à paraître | à paraître | à paraître | à paraître | à paraître |
| "—" signifie que l'album n'a pas été classé dans ce pays. | |            |            |            |            |            |            |            |            |            |            | |            |            |            |            |

### AvecMagoo
| Année | Album                                                                                       | Positions dans les charts | Positions dans les charts | Ventes et certifications |
| Année | Album                                                                                       | US                        | DE                        | Ventes et certifications |
| ----- | ------------------------------------------------------------------------------------------- | ------------------------- | ------------------------- | ------------------------ |
| 1997  | Welcome to Our World - Sortie : 28 octobre 1997 - Formats : CD, cassette                    | 33                        | –                         | RIAA : Platine           |
| 2001  | Indecent Proposal - Sortie : 20 novembre 2001 - Formats : CD, cassette                      | 29                        | –                         |                          |
| 2003  | Under Construction, Part II - Sortie : Under Construction, Part II - Formats : CD, cassette | 50                        | 75                        |                          |

## Compilations

### En solo
- 2007 : Remix & Soundtrack Collection

### Avec Magoo
| Année | Album                                                                             | Positions dans les charts | Positions dans les charts | Ventes et certifications |
| Année | Album                                                                             | US                        | DE                        | Ventes et certifications |
| ----- | --------------------------------------------------------------------------------- | ------------------------- | ------------------------- | ------------------------ |
| 2004  | The Best of Timbaland and Magoo - Sortie : 8 novembre 2004 - Formats : CD, CD+DVD | –                         | –                         |                          |
| 2005  | Timbaland and Magoo: Present - Sortie : 14 mars 2005 - Format: CD + DVD           | –                         | –                         |                          |

## Singles

### Comme artiste principal
| Titre                                                                         | Année | Meilleure position dans les charts | Meilleure position dans les charts | Meilleure position dans les charts | Meilleure position dans les charts | Meilleure position dans les charts | Meilleure position dans les charts | Meilleure position dans les charts | Meilleure position dans les charts | Meilleure position dans les charts | Meilleure position dans les charts | Certifications                                                                                            | Album                                       |
| Titre                                                                         | Année | US                                 | AUS                                | AUT                                | CAN                                | DE                                 | IRL                                | PB                                 | NZ                                 | SUI                                | UK                                 | Certifications                                                                                            | Album                                       |
| ----------------------------------------------------------------------------- | ----- | ---------------------------------- | ---------------------------------- | ---------------------------------- | ---------------------------------- | ---------------------------------- | ---------------------------------- | ---------------------------------- | ---------------------------------- | ---------------------------------- | ---------------------------------- | --- | ------------------------------------------- |
| "Here We Come" (featuring Magoo, Missy Elliott & Darryl Pearson)              | 1998  | 92                                 | —                                  | —                                  | —                                  | —                                  | —                                  | 33                                 | —                                  | —                                  | 43                                 | | Tim's Bio: Life from da Bassment            |
| "Lobster & Scrimp" (featuring Jay-Z)                                          | 1999  | —                                  | —                                  | —                                  | —                                  | —                                  | —                                  | —                                  | —                                  | —                                  | 48                                 | | Tim's Bio: Life from da Bassment            |
| "Give It to Me" (featuring Justin Timberlake & Nelly Furtado)                 | 2007  | 1                                  | 16                                 | 3                                  | 2                                  | 3                                  | 2                                  | 8                                  | 2                                  | 6                                  | 1                                  | - BVMI : Or - IFPI SWI : Platine - RIANZ : Or                                                             | Shock Value                                 |
| "The Way I Are" (featuring Keri Hilson & D.O.E.)                              | 2007  | 3                                  | 1                                  | 4                                  | 1                                  | 5                                  | 1                                  | 4                                  | 2                                  | 3                                  | 1                                  | - RIAA : 3 × Platine - ARIA : Platine - IFPI SWI : Platine - RIANZ : Platine                              | Shock Value                                 |
| "Throw It on Me" (featuring The Hives)                                        | 2007  | —                                  | 50                                 | —                                  | —                                  | —                                  | —                                  | —                                  | —                                  | —                                  | —                                  | | Shock Value                                 |
| "Apologize" (featuring OneRepublic)                                           | 2007  | 2                                  | 1                                  | 1                                  | 1                                  | 1                                  | 2                                  | 2                                  | 1                                  | 1                                  | 3                                  | - RIAA : 4 × Platine - ARIA : 4 × Platine - BVMI : 2 × Platine - IFPI SWI : 3 × Platine - RIANZ : Platine | Shock Value                                 |
| "Scream" (featuring Keri Hilson & Nicole Scherzinger)                         | 2007  | 122                                | 20                                 | 18                                 | 41                                 | 9                                  | 10                                 | 16                                 | 9                                  | 45                                 | 12                                 | | Shock Value                                 |
| "Morning After Dark" (featuring Nelly Furtado & SoShy)                        | 2009  | 61                                 | 19                                 | 12                                 | 8                                  | 6                                  | 11                                 | 17                                 | —                                  | 20                                 | 6                                  | - ARIA : Or                                                                                               | Shock Value II                              |
| "Say Something" (featuring Drake)                                             | 2009  | 23                                 | —                                  | —                                  | —                                  | —                                  | —                                  | —                                  | —                                  | —                                  | —                                  | | Shock Value II                              |
| "Carry Out" (featuring Justin Timberlake)                                     | 2009  | 11                                 | 58                                 | 57                                 | 7                                  | 42                                 | 3                                  | 37                                 | 15                                 | 80                                 | 6                                  | - RIANZ : Or                                                                                              | Shock Value II                              |
| "If We Ever Meet Again" (featuring Katy Perry)                                | 2010  | 37                                 | 9                                  | 10                                 | 4                                  | 9                                  | 3                                  | 27                                 | 1                                  | 7                                  | 3                                  | - ARIA : Platine - IFPI SWI : Or - RIANZ : Platine                                                        | Shock Value II                              |
| "Pass at Me" (featuring Pitbull)                                              | 2011  | 104                                | 61                                 | —                                  | —                                  | 27                                 | 37                                 | —                                  | —                                  | —                                  | 40                                 | | —                                           |
| "Hands In the Air" (featuring Ne-Yo)                                          | 2012  | 102                                | 56                                 | 38                                 | 88                                 | 37                                 | —                                  | —                                  | —                                  | 26                                 | —                                  | | Bande originale de Sexy Dance 4: Miami Heat |
| "Know Bout Me" (featuring Jay-Z, Drake & James Fauntleroy)                    | 2013  | —                                  | —                                  | —                                  | —                                  | —                                  | —                                  | —                                  | —                                  | —                                  | —                                  | | Textbook Timbo                              |
| "UFO" (featuring Tink & Future)                                               | 2015  | _                                  | _                                  | _                                  | _                                  | _                                  | _                                  | _                                  | _                                  | _                                  | _                                  | | _                                           |
| "—" signifie que le titre n'est pas sorti ou n'a pas été classé dans le pays. |       |                                    |                                    |                                    |                                    |                                    |                                    |                                    |                                    |                                    |                                    | |                                             |

### En featuring
| Titre                                                                              | Année | Meilleure position dans les charts | Meilleure position dans les charts | Meilleure position dans les charts | Meilleure position dans les charts | Meilleure position dans les charts | Meilleure position dans les charts | Meilleure position dans les charts | Meilleure position dans les charts | Meilleure position dans les charts | Meilleure position dans les charts | Certifications                                                             | Album                     |
| Titre                                                                              | Année | US                                 | AUS                                | AUT                                | CAN                                | DE                                 | IRL                                | PB                                 | NZ                                 | SUI                                | UK                                 | Certifications                                                             | Album                     |
| ---------------------------------------------------------------------------------- | ----- | ---------------------------------- | ---------------------------------- | ---------------------------------- | ---------------------------------- | ---------------------------------- | ---------------------------------- | ---------------------------------- | ---------------------------------- | ---------------------------------- | ---------------------------------- | -------------------------------------------------------------------------- | ------------------------- |
| "Get on the Bus" (Destiny's Child featuring Timbaland)                             | 1998  | —                                  | —                                  | —                                  | —                                  | 60                                 | —                                  | 18                                 | —                                  | —                                  | 15                                 |                                                                            | The Writing's on the Wall |
| "We Need a Resolution" (Aaliyah featuring Timbaland)                               | 2001  | 59                                 | 44                                 | —                                  | 26                                 | 71                                 | —                                  | 37                                 | —                                  | 56                                 | 20                                 |                                                                            | ΛΛLIYΛH                   |
| "Ugly" (Bubba Sparxxx featuring Timbaland)                                         | 2001  | 15                                 | —                                  | —                                  | —                                  | —                                  | —                                  | 18                                 | —                                  | —                                  | 7                                  |                                                                            | Dark Days, Bright Nights  |
| "Promiscuous" (Nelly Furtado featuring Timbaland)                                  | 2006  | 1                                  | 2                                  | 12                                 | 1                                  | 6                                  | 5                                  | 13                                 | 1                                  | 6                                  | 3                                  | - RIAA : Platine - ARIA : Platine - MC : 3 × Platine - RIANZ : Or          | Loose                     |
| "SexyBack" (Justin Timberlake featuring Timbaland)                                 | 2006  | 1                                  | 1                                  | 5                                  | 1                                  | 1                                  | 1                                  | —                                  | 1                                  | 2                                  | 1                                  | - RIAA : 3 × Platine - ARIA : Platine - MC : 3 × Platine - RIANZ : Platine | FutureSex/LoveSounds      |
| "Ice Box" (Omarion featuring Timbaland)                                            | 2006  | 12                                 | 36                                 | —                                  | —                                  | 42                                 | —                                  | —                                  | 10                                 | —                                  | 14                                 | - RIAA : Or[réf. nécessaire] 21                                            |                           |
| "Wait a Minute" (The Pussycat Dolls featuring Timbaland)                           | 2006  | 28                                 | 16                                 | 49                                 | 26                                 | 27                                 | —                                  | 17                                 | 24                                 | 41                                 | 108                                |                                                                            | PCD                       |
| "Anonymous" (Bobby Valentino featuring Timbaland)                                  | 2007  | 49                                 | —                                  | —                                  | —                                  | —                                  | 34                                 | —                                  | —                                  | —                                  | 25                                 |                                                                            | Special Occasion          |
| "Ayo Technology" (50 Cent featuring Justin Timberlake & Timbaland)                 | 2007  | 5                                  | 10                                 | 14                                 | 12                                 | 3                                  | 3                                  | 19                                 | 1                                  | 2                                  | 2                                  | - ARIA : Or - RIANZ : Or                                                   | Curtis                    |
| "Elevator" (Flo Rida featuring Timbaland)                                          | 2008  | 16                                 | 13                                 | 69                                 | 10                                 | 34                                 | 11                                 | —                                  | 10                                 | 92                                 | 20                                 | - RIAA : Or - ARIA : Or - MC : Or                                          | Mail on Sunday            |
| "4 Minutes" (Madonna featuring Justin Timberlake & Timbaland)                      | 2008  | 3                                  | 1                                  | 2                                  | 1                                  | 1                                  | 1                                  | 1                                  | 3                                  | 1                                  | 1                                  | - RIAA : 2 × Platine - ARIA : Platine - BVMI : Platine - RIANZ : Or        | Hard Candy                |
| "Dangerous" (M. Pokora featuring Timbaland & Sebastian)                            | 2008  | —                                  | —                                  | —                                  | —                                  | 32                                 | —                                  | —                                  | —                                  | 28                                 | —                                  |                                                                            | MP3                       |
| "Return the Favor" (Keri Hilson featuring Timbaland)                               | 2008  | —                                  | 80                                 | 25                                 | —                                  | 21                                 | 19                                 | —                                  | —                                  | —                                  | 19                                 |                                                                            | In a Perfect World...     |
| "Long Gone" (Chris Cornell featuring Timbaland)                                    | 2008  | —                                  | —                                  | —                                  | —                                  | —                                  | —                                  | —                                  | —                                  | —                                  | —                                  |                                                                            | Scream                    |
| "Scream" (Chris Cornell featuring Timbaland)                                       | 2008  | 110                                | —                                  | —                                  | 79                                 | —                                  | —                                  | —                                  | —                                  | —                                  | —                                  |                                                                            | Scream                    |
| "Getaway" (Michelle Branch featuring Timbaland)                                    | 2010  | —                                  | —                                  | —                                  | —                                  | —                                  | —                                  | —                                  | —                                  | —                                  | —                                  |                                                                            | —                         |
| "Fascinated" (Free Sol featuring Justin Timberlake & Timbaland)                    | 2011  | —                                  | —                                  | —                                  | —                                  | —                                  | —                                  | —                                  | —                                  | —                                  | —                                  |                                                                            | No Rules                  |
| "Amnesia" (Ian Carey & Rosette featuring Timbaland & Brasco)                       | 2012  | —                                  | 60                                 | —                                  | —                                  | —                                  | —                                  | 72                                 | —                                  | —                                  | —                                  |                                                                            | —                         |
| "Not All About the Money" (Timati featuring Timbaland, Grooya, La La Land & Max C) | 2012  | —                                  | —                                  | 32                                 | —                                  | 29                                 | —                                  | —                                  | —                                  | 7                                  | —                                  |                                                                            | SWAGG                     |
| "9th Inning" (Missy Elliott featuring Timbaland)                                   | 2012  | —                                  | —                                  | —                                  | —                                  | —                                  | —                                  | —                                  | —                                  | —                                  | —                                  |                                                                            | Block Party               |
| "Lose Control" (Daryela featuring Timbaland)                                       | 2012  | —                                  | —                                  | —                                  | —                                  | —                                  | —                                  | —                                  | —                                  | —                                  | —                                  |                                                                            | —                         |

## Autres titres classés
| "Diddy Rock" (Diddy featuring Timbaland, Twista & Shawnna)                    | 2006 | —   | 124 | —  | —   | Press Play     |
| "Release" (featuring Justin Timberlake)                                       | 2007 | 91  | —   | —  | 105 | Shock Value    |
| "Bounce" (featuring Justin Timberlake, Dr. Dre & Missy Elliott)               | 2008 | —   | —   | —  | 176 | Shock Value    |
| "Ain't I" (Jay-Z featuring Timbaland)                                         | 2008 | —   | 113 | —  | —   | —              |
| "Undertow" (featuring The Fray & Esthero)                                     | 2010 | 100 | —   | —  | —   | Shock Value II |
| "We Belong to the Music" (featuring Miley Cyrus)                              | 2010 | 111 | —   | 63 | —   | Shock Value II |
| "All Night Long" (Demi Lovato featuring Timbaland & Missy Elliott)            | 2011 | 124 | —   | —  | —   | Unbroken       |
| "Paper, Scissors, Rock" (Chris Brown featuring Timbaland & Big Sean)          | 2011 | —   | 123 | —  | —   | F.A.M.E.       |
| "—" signifie que le titre n'est pas sorti ou n'a pas été classé dans le pays. | 2011 |     |     |    |     |                |

## Apparitions
| Titre                               | Année | Autre(s) artiste(s)              | Album                               |
| ----------------------------------- | ----- | -------------------------------- | ----------------------------------- |
| "Are You That Somebody?"            | 1998  | Aaliyah                          | Bande originale de Docteur Dolittle |
| "Sirens"                            | 2004  | Brandy                           | Afrodisiac                          |
| "Chop Me Up"                        | 2006  | Justin Timberlake, Three 6 Mafia | FutureSex/LoveSounds                |
| "She Said, I Said (Time We Let Go)" | 2007  | NLT                              | Not Like Them                       |
| "Get Involved"                      | 2009  | Ginuwine                         | A Man's Thoughts                    |
| "Get Familiar"                      | 2011  | Game                             | Purp & Patron: The Hangover         |
| "I Just Wanna F."                   | 2011  | David Guetta, Afrojack et Dev    | Nothing but the Beat                |
| "All Night Along"                   | 2011  | Demi Lovato                      | Unbroken                            |
| "Don't Hurt It"                     | 2012  | Dev                              | The Night the Sun Came Up           |
| "Wobbley" (Remix)                   | 2012  | Sebastian                        | NC                                  |

## Comme auteur
| Année | Titre                                      | Artiste(s)            | Album                 |
| ----- | ------------------------------------------ | --------------------- | --------------------- |
| 2002  | "(Oh No) What You Got"                     | Justin Timberlake     | Justified             |
| 2002  | "Cry Me a River"                           | Justin Timberlake     | Justified             |
| 2002  | "(And She Said) Take Me Now"               | Justin Timberlake     | Justified             |
| 2002  | "Right for Me"                             | Justin Timberlake     | Justified             |
| 2003  | "Jimmy Mathis"                             | Bubba Sparxxx         | Deliverance           |
| 2003  | "Comin' Round"                             | Bubba Sparxxx         | Deliverance           |
| 2003  | "Nowhere"                                  | Bubba Sparxxx         | Deliverance           |
| 2003  | "Overcome"                                 | Bubba Sparxxx         | Deliverance           |
| 2003  | "Warrant Interlude"                        | Bubba Sparxxx         | Deliverance           |
| 2003  | "Warrant"                                  | Bubba Sparxxx         | Deliverance           |
| 2003  | "Deliverance"                              | Bubba Sparxxx         | Deliverance           |
| 2003  | "Hootnanny"                                | Bubba Sparxxx         | Deliverance           |
| 2003  | "Take a Load Off"                          | Bubba Sparxxx         | Deliverance           |
| 2003  | "My Tone"                                  | Bubba Sparxxx         | Deliverance           |
| 2004  | "I'm So Fly"                               | Lloyd Banks           | The Hunger for More   |
| 2004  | "Exodus '04"                               | Utada Hikaru          | Exodus                |
| 2004  | "Let Me Give You My Love"                  | Utada Hikaru          | Exodus                |
| 2005  | "Wait a Minute"                            | Pussycat Dolls        | PCD                   |
| 2006  | "Afraid"                                   | Nelly Furtado         | Loose                 |
| 2006  | "Maneater"                                 | Nelly Furtado         | Loose                 |
| 2006  | "Promiscuous"                              | Nelly Furtado         | Loose                 |
| 2006  | "Glow"                                     | Nelly Furtado         | Loose                 |
| 2006  | "No Hay Igual"                             | Nelly Furtado         | Loose                 |
| 2006  | "Do It"                                    | Nelly Furtado         | Loose                 |
| 2006  | "Wait for You"                             | Nelly Furtado         | Loose                 |
| 2006  | "All Good Things (Come to an End)"         | Nelly Furtado         | Loose                 |
| 2006  | "FutureSex/LoveSound"                      | Justin Timberlake     | FutureSex/LoveSounds  |
| 2006  | "SexyBack"                                 | Justin Timberlake     | FutureSex/LoveSounds  |
| 2006  | "Sexy Ladies/Let Me Talk to You (Prelude)" | Justin Timberlake     | FutureSex/LoveSounds  |
| 2006  | "My Love"                                  | Justin Timberlake     | FutureSex/LoveSounds  |
| 2006  | "LoveStoned/I Think She Knows (Interlude)" | Justin Timberlake     | FutureSex/LoveSounds  |
| 2006  | "What Goes Around... Comes Around"         | Justin Timberlake     | FutureSex/LoveSounds  |
| 2006  | "Chop Me Up"                               | Justin Timberlake     | FutureSex/LoveSounds  |
| 2006  | "Summer Love/Set the Mood (Prelude)"       | Justin Timberlake     | FutureSex/LoveSounds  |
| 2006  | "Until the End of Time"                    | Justin Timberlake     | FutureSex/LoveSounds  |
| 2006  | "Losing My Way"                            | Justin Timberlake     | FutureSex/LoveSounds  |
| 2007  | "Sell Me Candy"                            | Rihanna               | Good Girl Gone Bad    |
| 2007  | "Lemme Get That"                           | Rihanna               | Good Girl Gone Bad    |
| 2007  | "Rehab"                                    | Rihanna               | Good Girl Gone Bad    |
| 2007  | "Ooh Ooh Baby"                             | Britney Spears        | Blackout              |
| 2008  | "4 Minutes"                                | Madonna               | Hard Candy            |
| 2008  | "Miles Away"                               | Madonna               | Hard Candy            |
| 2008  | "Dance 2night"                             | Madonna               | Hard Candy            |
| 2008  | "Devil Wouldn't Recognize You"             | Madonna               | Hard Candy            |
| 2008  | "Voices"                                   | Madonna               | Hard Candy            |
| 2008  | "Return the Favor"                         | Keri Hilson           | In a Perfect World... |
| 2008  | "Where Did He Go"                          | Keri Hilson           | In a Perfect World... |
| 2008  | "Magic"                                    | The Pussycat Dolls    | Doll Domination       |
| 2008  | "Halo"                                     | The Pussycat Dolls    | Doll Domination       |
| 2008  | "In Person"                                | The Pussycat Dolls    | Doll Domination       |
| 2008  | "Whatchamacallit"                          | The Pussycat Dolls    | Doll Domination       |
| 2009  | "Off That"                                 | Jay-Z featuring Drake | The Blueprint 3       |